# مذبحة أسوان
مذبحة أسوان هي مذبحة ثأرية بين قبيلتي الهلايلة والدابودية بأسوان وقعت في إبريل 2014 وأسفرت عن مقتل 26 شخص.
 وتجددت الإشتباكات مرة أخرى في يونيو 2014 وأسفرت عن مقتل شخصين. مما دعى شيخ الأزهر الدكتور أحمد الطيب إلى التدخل للصلح بين القبيلتين.

## الدابودية
يعود نسب «الدابودية» إلى قرية دابود، السكان الأصليين في محافظة أسوان، والذين تم تهجيرهم في أعقاب التعلية الأولى لخزان أسوان.

## الهلايلة
قبيلة بني هلال يرجع نسبها إلى بني عامر بن معاوية بن هوازن بن منصور بن عكرمة، وتنتمى اليها الهلايلة، أحد فروع بني هلال التي تعتبر واحدة من أشهر وأكبر القبائل العربية التي هاجرت لشمال أفريقيا في بداية القرن الخامس الهجري، والحادي عشر الميلادي.